# Park Arena OZK
Die Park Arena OZK (bulgarisch Парк „Арена ОЗК“) ist eine Sportstätte in der bulgarischen Schwarzmeerhafenstadt Burgas. Das Hauptgebäude beherbergt eine Schwimmhalle mit einem 50-Meter-Becken, was den Anforderungen des Internationalen Schwimmverbandes und der Europäischen Schwimmliga für internationale Schwimmwettkämpfe entspricht. Der Komplex befindet sich im Zentrum der Stadt, auf der Lasar Madscharow Straße, zwischen den Stadtteilen Slawejkow und Wasraschdane, am Rande des städtischen Sweta Troiza-Parks (dt. Dreiheiligkeitsparks). 2018 fanden in der Halle die Qualifikationen für die Junioren-Europameisterschaften im Wasserball statt. Die Arena ist mit den Burgasbus-Buslinien 9, 11, 12 erreichbar. Die Park Arena trägt den Namen des bulgarischen Versicherers OZK.
Die Schwimmhalle bietet Raum für verschiedenen Wassersportarten wie Schwimmen, Wasserball und Synchronschwimmen, und das bis zu 3 Meter Tiefe Becken kann je nach Sportart in den erforderlichen Länge und Bahnen unterteilen werden. Die Halle ist mit 1200 Sitzplätzen ausgestattet. Daneben verfügt der Komplex über Tennisplätze, einen Sportplatz mit drei Spielfeldern und einen Fitnessraum. Außerdem gibt ein einen Erholungsbereich mit Dampfbad und Sauna sowie Outdoor-Aktivitäten wie Yoga, Aerobic, Callanetics, Fußball und Streetfitness.
In der Schwimmhalle werden Wettkämpfe unterschiedlichen Schwimmsportarten ausgetragen. Hier trainieren die Schwimmmannschaften der Klubs von Neftochomic, Tschernomorez, Metropol, Akulite und Burgas.
Das Projekt für den Bau der Arena OZK Park - Burgas wurde aus Mitteln des Europäischen Fonds für regionale Entwicklung, des bulgarischen Regionalfonds für Stadtentwicklung und der Stadtverwaltung Burgas finanziert. Der Hauptplaner war der Architekt Professor Boyko Kadinov.